# Villasobroso

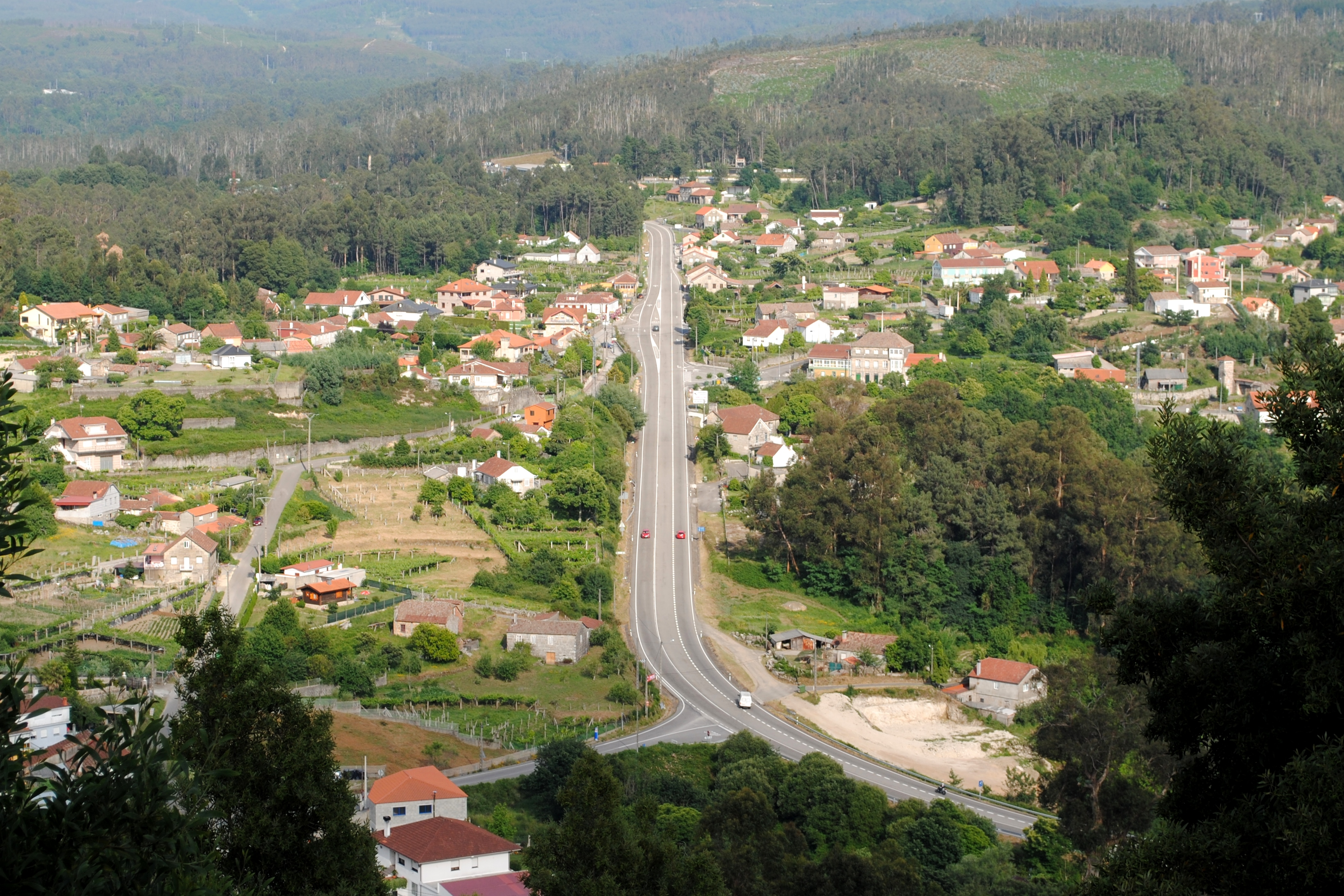
Vista de Villasobroso y la N-120 desde el castillo.

Villasobroso (llamada oficialmente San Martín de Vilasobroso) es una parroquia del municipio de Mondariz, en la provincia de Pontevedra, Galicia, España.
Su única localidad del mismo nombre está constituida en entidad de ámbito territorial inferior al municipio. En el año 2010 tenían una población empadronada de 373 habitantes. 
Los habitantes de las cuatro entidades de población unificadas entre sí (A Pena, O Cruceiro, Saniñans y Veigadraga) tomaron la decisión por mayoría de los cabezas de familia, de constituirse oficialmente como entidad local menor, siendo reconocida como tal, por acuerdo plenario del ayuntamiento de Mondariz, del 13 de septiembre de 1924, durante el reinado de Alfonso XIII. La corporación está compuesta por cinco miembros, el alcalde pedáneo-presidente y cuatro vocales, y un secretario.

## Símbolos de la Entidad Local Menor
Los símbolos tradicionales que usa la entidad local menor son su escudo y su bandera, no adaptados a la legislación gallega aplicable.
El escudo está formado por dos cuarteles: el de la derecha, está compuesto por un alcornoque verde, sobre campo de azur; a la derecha, un castillo de dos torres en oro, que representa al Castillo de Sobroso, sobre campo de gules; al pie, en el interior del escudo, una banda en oro de izquierda a derecha, con la alegoría en latín, que dice; labor et gloria.  El escudo va sobrepuesto a una cartela de oro, tomando por base el nombre del pueblo y por timbre lleva una corona mural.
La bandera lleva los colores de los dos cuarteles del escudo, azul y rojo, en posición jironada.
Cuenta además con Himno propio, el pasodoble gallego, titulado -Vilasobroso Sol de Galicia- obra del profesor y compositor Andrés Álvarez, natural de Goián, con versión para Banda de Música, Coro, Coro-Piano y Gaita gallega.

## Historia
En una atalaya o peña muy rocosa situada en Landín, la cumbre más elevada de la localidad (458 m) fue levantado el Castillo de Sobroso o de Suberoso (siglo XI) (334 m). Su construcción que unos retrasan al X o incluso el IX, aunque varios documentos relacionados con su historia, aparecen ya con detalle en el siglo XII.
Este pueblo fue, en tiempos pretéritos, una gran potencia productora de alcornoque, que en gallego se denomina sobreira,  de ahí, que la fortaleza y la villa tomaron el nombre de Sobroso de origen galaico que deriva la palabra latina súber, subéris. Ya en el año 1170 en una escritura de donación real otorgada por Fernando II de León al obispo de Tuy se cita documentalmente al pueblo bajo el título de «Villa San Martini de Portela subcastelo de Suveroso», pergamino que se conserva en el museo diocesano de Tuy. Posteriormente, se unificaría durante el reinado de Alfonso XIII, en el nombre actual, Villasobroso ahora oficialmente Vilasobroso.
Este territorio fue el origen, corazón y cabeza del señorío de su nombre, Sobroso, actualmente marquesado, dignidad nobiliaria creada por el rey Felipe IV, el 18 de mayo de 1625 en la persona de García Sarmiento de Sotomayor en gratitud por los servicios prestados a la Corona española.
Prácticamente toda la historia de la villa gira en torno a la fortaleza, desde la época de los Soberoso, sus primitivos dueños, a la reina Doña Urraca de Castilla, las casas de los Sarmiento y Sotomayor enemigas antagónicas por el dominio de esta fortaleza y sus tierras, (incluso a pesar de disputarse cruentas guerras, pleitos, atropellos, incluso hubo matrimonios entre sus descendientes) igualmente, los nobles titulares de este castillo, tanto tiempo en su poder donde ejercían toda clase de vejaciones sobre sus vasallos, ha sido tomado y derrocado por las revueltas Irmandiñas de Galicia que después lo han perdido, pasando de nuevo a las famosas casas de Sarmiento y Sotomayor que continuaron con sus pleitos y conquistas por el dominio de estos pueblos del antiguo Señorío de Sobroso antigua comarca que en la actualidad, la forman varios municipios.
Hoy en día todavía se conserva el lugar donde estuvo asentada la villa matriz del Villasobroso actual, que se conoce aun el lugar como Vila Queimada cuyo significado es el de "villa quemada". También al lado de este mismo lugar existe un manantial o fuente que conserva la denominación primitiva de fonte da vila (fuente de la villa). También está muy cerca el antiguo castro de Chans.

## Hemanamiento con Vila de Sobrosa (Norte de Portugal)
El 30 de junio de 2013, La Entidad Local Menor de Vilasobroso (Galicia) y la junta de freguesia de A Vila de Sobrosa (Norte de Portugal) representadas ambas localidades por sus respectivos alcaldes pedáneos-presidentes han firmado el protocolo oficial de su hermanamiento, ya que estas dos Villas sobroseñas mantienen un pasado histórico común, originado en el siglo XII, protagonizado por el hidalgo gallego Don Gil Vázquez de Sobroso, señor del Castillo de Sobroso y del señorío de su nombre, posteriormente vasallo de los primeros reyes de Portugal.

## Situación geográfica
La localidad, durante el medievo, por su importancia estratégica y por estar ubicado aquí el Castillo de Sobroso, fortaleza defensora de estos valles, también se le conocía como la Llave fuerte del antiguo reino de Galicia.
El territorio tiene una extensión de 5,18 kilómetros cuadrados y se halla al sur de la provincia de Pontevedra, situada en el km 637 de la carretera N-120, de Vigo a Orense, a 33 km de Vigo ciudad y su aeropuerto. Esta carretera, es hoy travesía urbana del núcleo de la Villa, siendo ahora, su avenida principal. También otras carreteras autonómicas confluyen en su misma zona urbana:  la PO-262 de Villasobroso a Mondariz, la PO-402 de Villasobroso a Salvatierra de Miño y As Neves, la PO-4402 de Villasobroso a Mondariz-Balneario, las comarcales a la Herminda de Pías y a la vecina Queimadelos.
Se encuentra a 20 km de la frontera de Portugal y su estación de ferrocarril más próxima se encuentra en Porriño a 18 km.
Su río principal es el Xabriña al norte, que le separa de la vecina entidad local menor de Queimadelos y de Mondariz capital.

## Rutas de senderismo
Ya en la Edad Media, este territorio estaba cruzado por antiguas vías de comunicación (como el Camino Real y el de Postas a Castilla). Posteriormente se fueron trazando las nuevas vías o carreteras actuales, con lo que la configuración del núcleo sobroseño, se fue alineando al borde de estas vías. Pero a pesar de ello, siempre se han mantenido en vigor los importantes senderos antiguos. Estas rutas son: el viejo sendero feudal, desde el castillo de Sotomayor al castillo de Villasobroso; el que se inicia desde el castillo de Salvatierra de Miño al castillo de Villasobroso y la ruta de La Franqueira desde el Castillo de Villasobroso al monasterio cisterciense de Santa María de la Franqueira; tres importantes rutas que, entre otras, forman parte del senderismo medieval español.

## Monumentos

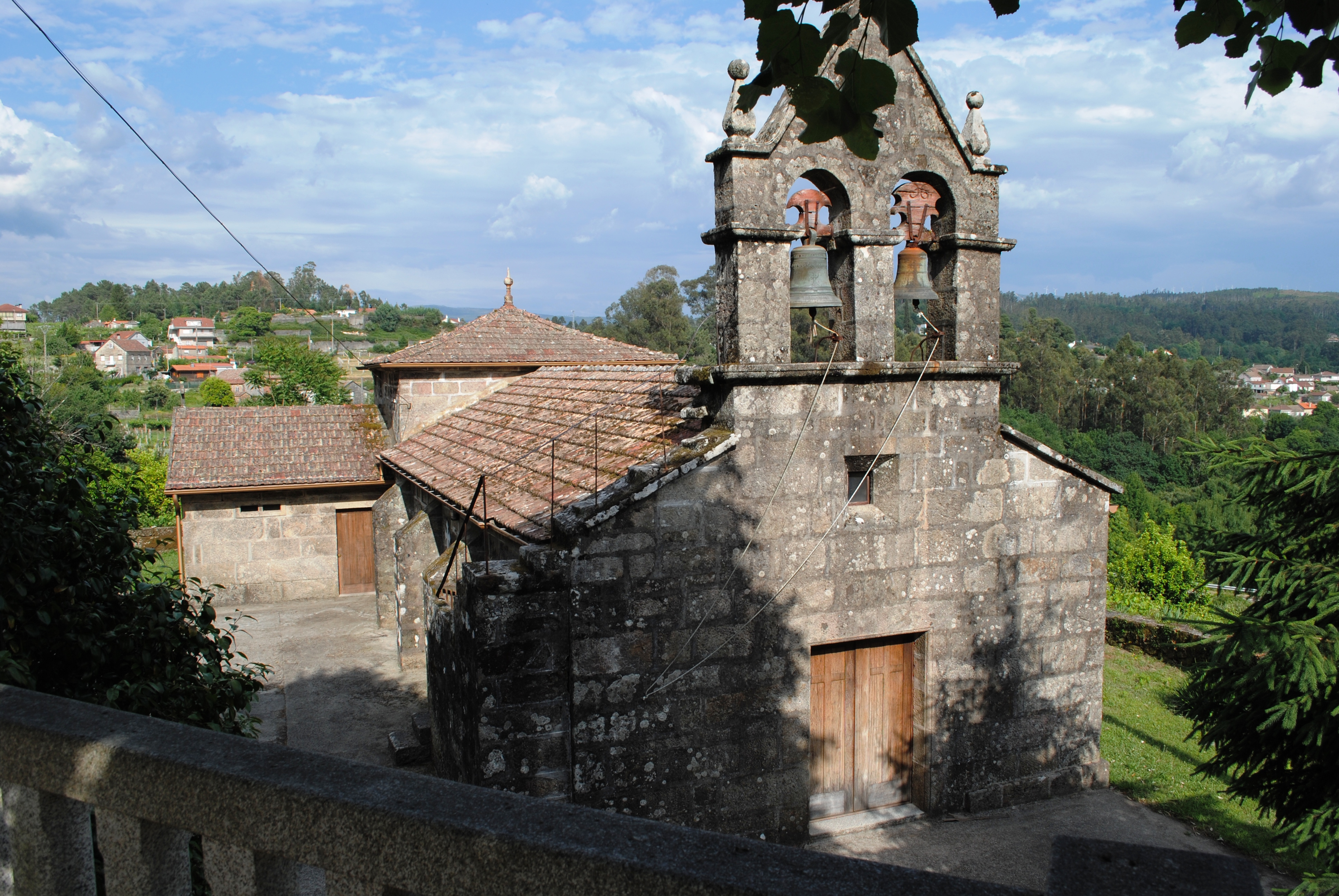
Iglesia parroquial de San Martiño.

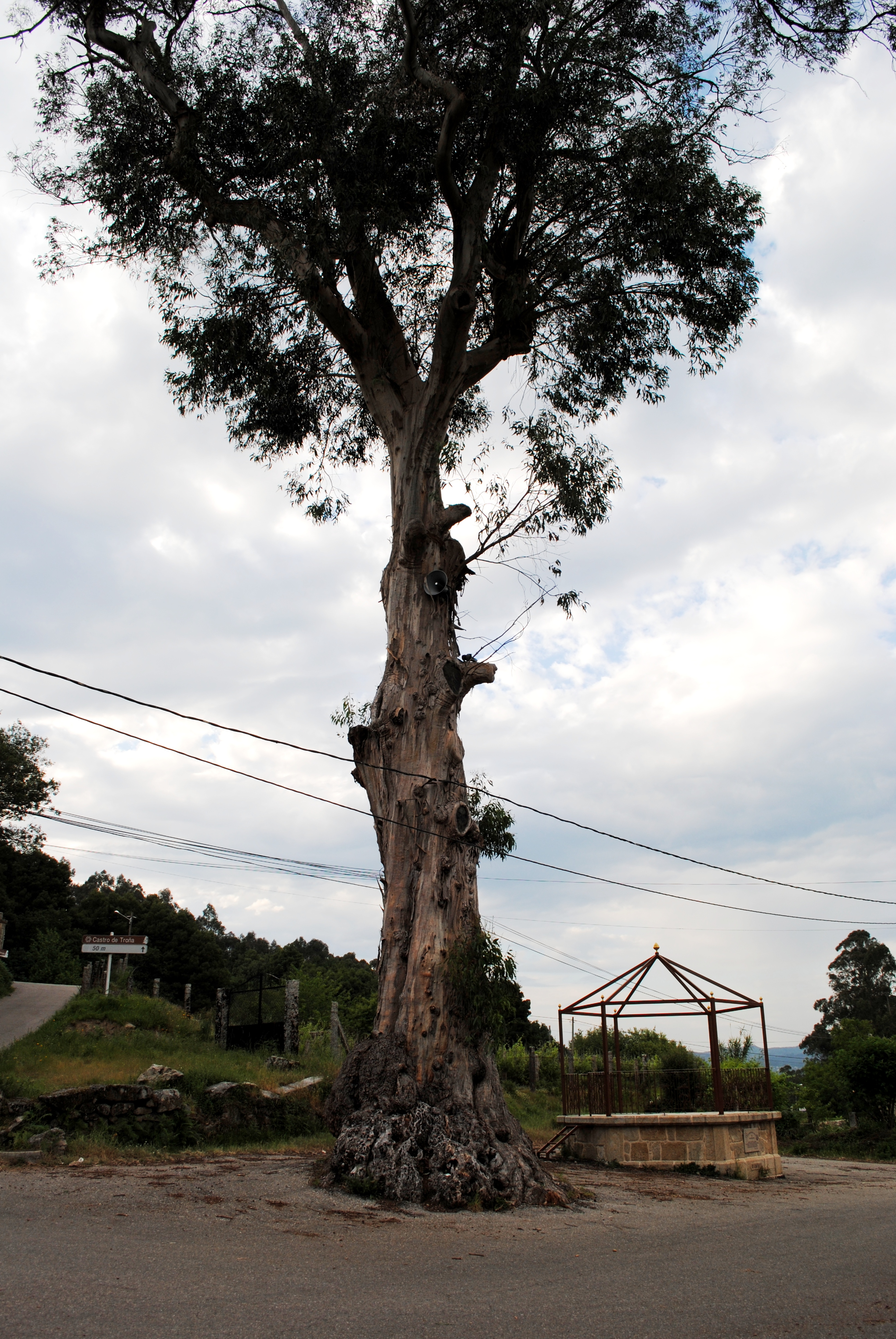
Palco y eucalipto centenario.

Los monumentos presentes en el término de la entidad local menor son:
- Castro de Chans, catalogado y con restos arqueológicos de cerámica aún si estudiar;
- Iglesia parroquíal de San Martín, del siglo XVIII;
- Crucero del siglo XIX, subiendo al Castillo y Camino Real.
- Cruces históricas: la cruz en el acceso al cementerio y castillo en su margen izquierda; cruz mesa altar-mortuorio del cementerio; cruces en A Fraga do Cruceiro (Camino Real); cruz del Calvario; cruz Veigadraga (Camino Real) y cruz de Santa Lucía en el parque Valiño.
- Fonte da Vila, situada en A Vila Queimada;
- Palco de la música, siglo XX, monumento dedicado a las bandas de música y a los gaiteros gallegos;
- Cementerio del siglo XX, propiedad de la entidad local menor;
- Capilla de Santa Lucía, ubicada en el parque Valiño y propiedad de la entidad local menor;
- Capilla de Fátima, en el parque Valiño;
- Centro Vecinal (antiguo Grupo Escolar, estilo pazo gallego), propiedad de la entidad local menor; y
- Eucalipto centenario de la plaza de la Iglesia.

## Parroquias eclesiásticas y lugares de culto
Dentro del territorio está constituida únicamente la parroquia eclesiástica de San Martín, bajo el patronazgo de San Martín, obispo de Tours. La parroquia pertenece al arciprestazgo del Tea de la diócesis de Tuy-Vigo.
También existen tres capillas, la vecinal de Santa Lucía en el parque Valiño (cuyo edificio es propiedad de la entidad local menor según documento firmado por la Junta Vecinal y el Obispado de Tuy-Vigo, del año 2005) y la de Nuestra Señora de Fátima también en el parque Valiño, y la propia del castillo de Sobroso.

## Fiestas y tradiciones sobroseñas
El 13 de mayo se celebra las solemnidades del día de Fátima, con misa y procesión en el entorno de la capilla de la titular en el parque Valiño.
La primera gran romería que se celebra en el año, es el lunes de -Pentecostés- es cuando tiene lugar la peregrinación oficial, de Nuestra Señora del Rosario, desde Vilasobroso al santuario cisterciense de Santa María da Franqueira (a la que ya se denomina el Rocío gallego[cita requerida]) pues acuden más de setenta peregrinaciones, de todos los pueblos de la comarca, especialmente de O Condado y A Paradanta, son numerosas peregrinaciones de romeros andando, con imágenes de cada pueblo, bien en andas o encima de tractores agrícolas, engalanados con flores silvestres para la ocasión, surcando el viejo Camino Real acompañado de gaiteros típicos gallegos, haciendo unos rituales ancestrales muy especiales, que se repiten a cada encuentro de romeros de distintas poblaciones.
La siguiente romería es la de Santa Lucía, en verano, el último domingo de agosto, que se celebra en el entorno de la capilla vecinal de la titular, situada en el parque Valiño coincidiendo con una fiesta gastronómica gallega.
El 13 de octubre solemnidades de Fátima con misa y procesión en la capilla de la titular en el parque Valiño.-
El 11 de noviembre la romería patronal la de San Martiño y el magosto.
El día 13 de diciembre, también se celebran solemnidades en honor a la patrona de los invidentes, en la capilla vecinal de Santa Lucía en el parque Valiño.

## Prensa local sobroseña
En Villasobroso, se publicó el periódico titulado  -EL SOBROSO- ( Periódico de la República )- de 1931 a 1933, fundado por los sobroseños, Alejo Carrera Muñoz, el Dr. José Estévez y Ramiro Vidal Carrera. Se distribuía por toda la comarca y por la pujante colonia sobroseña en Lisboa, contaba con un interesante plantel de corresponsales.
También la Asociación Cultural y Recreativa -CASINO DE VILLASOBROSO- en la postguerra en el año 1949 inició una publicación mensual del BOLETIN OFICIAL DEL CASINO - con información diversa.

## Entidades Culturales y Deportivas
Asociación Cultural y recreativa CASINO DE VILLASOBROSO fundada en 1924 (edificio propio)
Agrupación Deportiva VILLASOBROSO (Club de Fútbol)
A.C.D. SOBROSO (fútbol sala)
Asociación Cultural Santa Lucía de VILLASOBROSO.-
Sociedad Folclórica Cultural -SONATAS SOBROSEÑAS-
La Entidad Local Menor, mantiene una céntrica área recreativa, conocida como PARQUE VALIÑO, con acceso directo desde la Carretera N-120( Vigo-Ourense) compuesto por un reglamentario campo de fútbol construido en el año 1927; una pista polideportiva; parque-merendero, creado recientemente configurado con robles, fuentes, mesas y barbacoas, palco de actuaciones musicales al aire libre, incluida una amplia pista de baile y otros eventos, veraniegos etc.)

## Comunidad Vecinal de Aguas para servicio doméstico
Los vecinos de Villasobroso, en el año 1975, constituyeron su propia comunidad vecinal de aguas para el servicio doméstico.

## Emigración
Los sobroseños, al igual que la mayor parte de los gallegos, han seguido la tradición de emigrar. El lugar destino de la emigración, en el siglo XIX, fue Lisboa, siendo sus principales actividades la hostelería. Una vez afincados en la capital portuguesa, los sobroseños fueron fundadores de restaurantes, hoteles y hospedajes, entre otros negocios.
Otra parte de los vecinos se fueron a La Habana (Cuba) y posteriormente a la República Argentina, República Oriental del Uruguay, Brasil, Venezuela, Estados Unidos y Australia.
Con ocasión del boom de la emigración a Europa también fueron hacia Alemania, Francia, Suiza, Suecia, Holanda, Bélgica, etc.
En cuanto a otras corrientes migratorias dentro de la península, la ciudad de Vigo se llevó la mayor parte. Con menor intensidad fueron a otros destinos.